# Krystyna Toczyńska-Rudysz
Krystyna Toczyńska-Rudysz (ur. 12 sierpnia 1939 w Równem) – polska historyk sztuki, związana z ziemią kłodzką, wieloletnia dyrektor Muzeum Ziemi Kłodzkiej, społeczniczka, autorka publikacji naukowych dotyczących historii regionu, animatorka wielu przedsięwzięć artystycznych i kulturalnych.

## Życiorys
W Kłodzku, gdzie mieszka od 1951 ukończyła I LO. Po studiach z historii sztuki na Uniwersytecie Wrocławskim, na Wydziale Filozoficzno-Historycznym, ukończyła 2-letnie podyplomowe studia muzeologiczne na Uniwersytecie Jagiellońskim.
W latach 1965–1972 pełniła funkcję Powiatowego Konserwatora Zabytków przy Wydziale Kultury Powiatowej Rady Narodowej w Kłodzku (będąc pierwszym w Polsce Powiatowym Konserwatorem Zabytków), jak również członka zarządu Powiatowej Komisji Opieki nad Zabytkami PTTK. Dzięki jej staraniom przeprowadzono remonty wielu zabytków architektury i konserwacje zabytków ruchomych. Kłodzka Komisja Opieki nad Zabytkami uważana była za jedną z najlepszych w Polsce.
W 1964 została zatrudniona na stanowisku asystenta w Muzeum Ziemi Kłodzkiej w Kłodzku, a w latach 1972 do 2001 pełniła funkcję dyrektora tego muzeum, będąc w tym okresie współautorką koncepcji adaptacji na potrzeby muzeum dawnego konwiktu jezuickiego, nadzorując potem w latach 1976-1986 jego remont generalny i tę adaptację. Pod jej kierownictwem muzeum stało się ważnym ośrodkiem życia kulturalnego miasta i regionu. W 1985 muzeum rozpoczęło wydawanie „Zeszytów Muzealnych” o charakterze naukowym. Brała udział w opracowaniu monografii Kłodzko. Dzieje miasta.
Krystyna Toczyńska prowadziła bogatą działalność publicystyczną i popularyzatorską; jest autorką licznych artykułów publikowanych na łamach czasopism i periodyków regionalnych, scenariuszy wystaw muzealnych. Jest autorką tekstów do katalogów, zawsze dbała o estetykę wydawnictw towarzyszących imprezom muzealnym. Była inicjatorką, organizatorem i komisarzem szeregu wystaw, z których kilka otrzymało nagrodę Ministerstwa Kultury i Sztuki w ogólnopolskim Konkursie na Najciekawsze Wydarzenie Muzealne Roku, takich jak:
- wystawa „Oczy czasu”,
- „Michał Klahr Starszy i jego theatrum sacrum”, wystawa i międzynarodowa konferencja naukowa poświęcona Michałowi Klahrowi Starszemu,
- ekspozycja tradycji szklarskich ziemi kłodzkiej „Kłodzkie współczesne szkło artystyczne na tle historii i tradycji szklarstwa Ziemi Kłodzkiej”,
- wystawa „Dom w zwierciadle minionego czasu (przestrzeń kulturowo-społeczna na przełomie XIX i XX wieku)”
- „Kłodzkie Spotkania Muzealne”
- obchody 640. rocznicy śmierci Arnošta z Pardubic (wspólnie z Muzeum Wschodnioczeskim w Pardubicach), pierwszego arcybiskupa Pragi.

Przez rok w końcówce I kadencji 1998-2002 była radną Sejmiku Województwa Dolnośląskiego.

## Nagrody
Za swą działalność i wkład w popularyzację wiedzy o regionie otrzymała wiele nagród i wyróżnień, m.in. Ministra Kultury i Sztuki, władz wojewódzkich i miejskich, a także Krzyż Kawalerski Orderu Odrodzenia Polski oraz w 2001 tytuł Honorowego Obywatela Kłodzka.